# Valmyi csata
A valmyi csata (1792. szeptember 20.) a Dumouriez és Kellermann vezette francia csapatok összecsapása a Párizs ellen támadó porosz–osztrák seregekkel, amelyet Károly braunschweigi herceg vezetett. A csatában a francia hadsereg által aratott győzelem meggátolta a francia forradalom leverését, lehetővé tette, hogy kikiáltsák a köztársaságot Franciaországban.

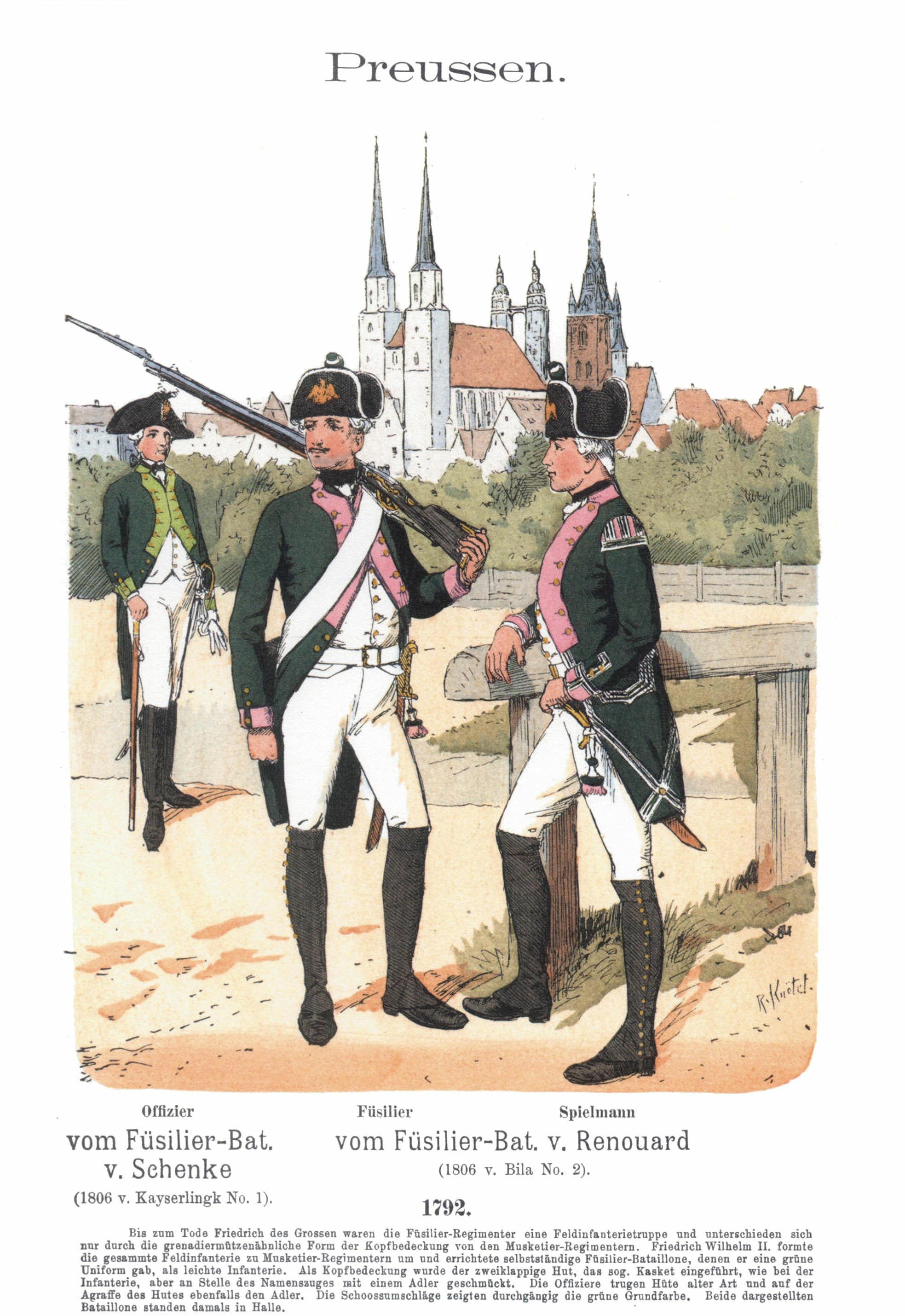
Porosz könnyűgyalogság (Füsiliere) 1792-ben, az 1. és 2. Füsilier zászlóaljból (Füsilier-Bataillone No. 1, Füsilier-Bataillone No. 2)